# Acetobacteraceae
Acetobacteraceae är en familj av gramnegativa bakterier som tillhör ordningen Rhodospirillales, klassen Alphaproteobacteria. Två distinkta klader erkänns. Den ättiksyra producerande bakterierna och en mer heterogen grupp inklusive acidofila och fototrofa bakterier. Typsläktet är Acetobacter.

## Genera
Följande släkten tillhör denna familj: Acetobacter (typsläkt), Acidomonas, Asaia, Gluconacetobacter, Gluconobacter och Kozakia. Namnen Acetobacter och Gluconobacter är kända i litteraturen sedan 1898 respektive 1935, medan de andra släktnamnen publicerades efter 1989.

## Acetobacter
Acetobacter är ett släkte av ättiksyra producerande bakterier. Ättiksyra bakterier kännetecknas av förmågan att omvandla etanol till ättiksyra i närvaro av syre. Av dessa skiljer sig släktet Acetobacter genom förmågan att oxidera laktat och acetat till koldioxid och vatten. Bakterier av släktet Acetobacter har isolerats från industriella vinägerjäsningsprocesser och används ofta som startkulturer för jäsning.

## Användning
Acetobacteraceae-bakterier spelar en viktig roll i många industriella och biotekniska processer, inklusive produktionen av vinäger, vin, öl, bröd och andra fermenterade livsmedel. Dessa bakterier är också viktiga för miljön eftersom de bidrar till den globala kolfördelningen genom att omvandla etanol, som produceras av sockerfermenterande mikroorganismer, till ättiksyra.

## Släkten (Genus) i Catalouge of life[1]
Acetobacter Beijerinck, 1898
Acidicaldus Johnson et al., 2006
Acidiphilium Harrison, 1981 emend. Kishimoto et al., 1995 emend. Kishimoto & al. , 1995
Acidisoma Belova et al., 2009
Acidisphaera Hiraishi et al., 2000
Acidocella Kishimoto et al., 1996
Acidomonas Urakami et al., 1989 emend. Yamashita et al., 2004 emend. Yamashita & al. , 2004
Ameyamaea Yukphan et al., 2010
Asaia Yamada et al., 2000
Belnapia Reddy et al., 2006 emend. Jin et al., 2012 emend. Jin & al. , 2012
Craurococcus Saitoh et al., 1998
Gluconacetobacter Yamada et al., 1998
Gluconobacter Asai, 1935
Granulibacter Greenberg et al., 2006
Kozakia Lisdiyanti et al., 2002
Neoasaia Yukphan et al., 2006
Neokomagataea Yukphan et al., 2011
Paracraurococcus Saitoh et al., 1998
Rhodopila Imhoff et al., 1984
Rhodovarius Kämpfer et al., 2004
Roseococcus Yurkov et al., 1994
Roseomonas Rihs et al., 1998 emend. Sánchez-Porro et al., 2009 emend. Sánchez-Porro & al. , 2009
Rubritepida Alarico et al., 2002
Saccharibacter Jojima et al., 2004
Stella Vasilyeva, 1985
Swaminathania Loganathan & Nair, 2004
Tanticharoenia Yukphan et al., 2008
Zavarzinia Meyer et al., 1994